# Kościół św. Marcina i klasztor Karmelitów Trzewiczkowych we Lwowie
Kościół św. Marcina i klasztor karmelitów trzewiczkowych we Lwowie – zabytkowa świątynia chrześcijańska położona w rejonie Podzamcza przy ul. Żółkiewskiej 8  (ukr. вул. Жовківській, 8; przed 1945 – św. Marcina, 1945-1990 Dekabrystów).

## Historia
Kościół pw. św. Marcina Biskupa został ufundowany w 1637 przez Aleksandra Zborowskiego dla zakonu karmelitów trzewiczkowych. Fundację stanowił obszerny grunt poza murami miejskimi, za Wysokim Zamkiem oraz suma 10000 zł. Był to drugi kościół karmelitów trzewiczkowych we Lwowie po kościele św. Leonarda, zbudowanym w 1619 przed bramą Halicką przy dzisiejszej ul. Kniazia Romana i spalonym w 1648 przez kozaków. Zgodnie z wolą fundatora przy kościele św. Marcina miał być prowadzony szpital dla dwunastu starych żołnierzy pochodzenia szlacheckiego. Budowę kościoła ukończono i poświęcono w 1658. W 1659 erekcję kościoła oficjalnie zatwierdził arcybiskup lwowski Jan Tarnowski. W 1700 budowlę zniszczył pożar.
W 1736, dzięki fundacji Jana Rybczyńskiego rozpoczęto wznoszenie nowego kościoła z cegły. 12 maja tego roku uroczystego wmurowania kamienia węgielnego dokonał sufragan lwowski bp Samuel Głowiński.
Autorstwo projektu przypisuje się Bernardowi Meretynowi. Kościół konsekrowano w 1753, prace przy ostatecznym ukończeniu budowli trwały w drugiej połowie lat 50. XVIII wieku.
W 1772, w momencie zajęcia Lwowa przez Austriaków w wyniku pierwszego rozbioru Polski w konwencie żyło ośmiu braci zakonnych. W 1782, w wyniku reform józefińskich przeprowadzonych przez cesarza Józefa II zakon karmelitów trzewiczkowych uległ kasacie. W 1784 roku przy kościele ustanowiono parafię. W 1789 ołtarz główny przeniesiono do kościoła w podlwowskim Milatynie Nowym, w którym znajduje się do dziś.
Po 1945 kościół zamknięto a po 1990 przekazano chrześcijanom ewangelicznym, w 2009 wspólnocie "Betania".

## Architektura
Kościół św. Marcina jest budowlą jednonawową, z niewielkim transeptem, prostokątnie zamkniętym prezbiterium z dwiema zakrystiami. Budowlę pokrywa dwuspadowy dach. Nad skrzyżowaniem naw wznosi się sygnaturka. Dwukondygnacyjna fasada kościoła, przedzielona wydatnym gzymsem jest flankowana podwójnymi pilastrami i zwieńczona krzywoliniowym frontonem ze spływami wolutowymi, ozdobionym kamiennymi wazonami i dwiema rzeźbami aniołów. Nad portalem wejściowym jest nisza z galeryjką i drzwi prowadzące do środka.
Wystrój wnętrza, utrzymany w stylu rokokowym tworzyły freski Stanisława Stroińskiego i Józefa Majera z Brna, restaurowane w 1886 przez ukraińskiego malarza Teofila Kopystyńskiego. Ołtarz główny wykonał były jezuicki artysta Tomasz Huetter. Wypełniały go posągi św. Piotra i Pawła, a także Ojców Kościoła:  św. Augustyna, św. Grzegorza, św. Ambrożego i św. Leona. Całości dopełniał polichromowany krucyfiks wykonany przez Jana Jerzego Pinzla (obecnie znajdujący się w muzeum artysty w byłym kościele klarysek)  oraz relikwiarz z relikwiami patrona kościoła. Boczne ołtarze wykonał Antoni Sztyl (polichromię – Józef Majer).
Do prezbiterium kościoła przylega dwukondygnacyjny budynek klasztorny, zbudowany na planie litery L, tworzący razem z kościołem zamknięty dziedziniec. Wysuniętą ku przodowi szczytową ścianę klasztoru zamyka dzwonnica z czworoboczną wieżyczką. Na osi kościoła znajduje się brama ozdobiona pilastrami i kamiennymi wazonami.
Zdaniem dr hab. Andrzeja Betleja, znajdujący się w fasadzie o płaskich podziałach, przeprowadzonych za pomocą obustronnie zdwojonych pilastrów wybrzuszony łuk portału głównego wiejścia ukształtowany jak w fasadzie kościoła św. Marii Magdaleny we Lwowie, a powyżej kondygnacji bardziej plastyczny, wysoko wyniesiony fantazyjny szczyt, ujęty przez spływy wolutowe pozwalają stwierdzić o zatrudnieniu przy budowli świątyni architekta Marcina Urbanika.